# Даммартен, Друэ де
Друэ де Даммартен (фр. Drouet de Dammartin, конец XIV в.) — архитектор и скульптор, работавший во Франции и Бургундии. Младший брат Ги де Даммартена.

## Биография

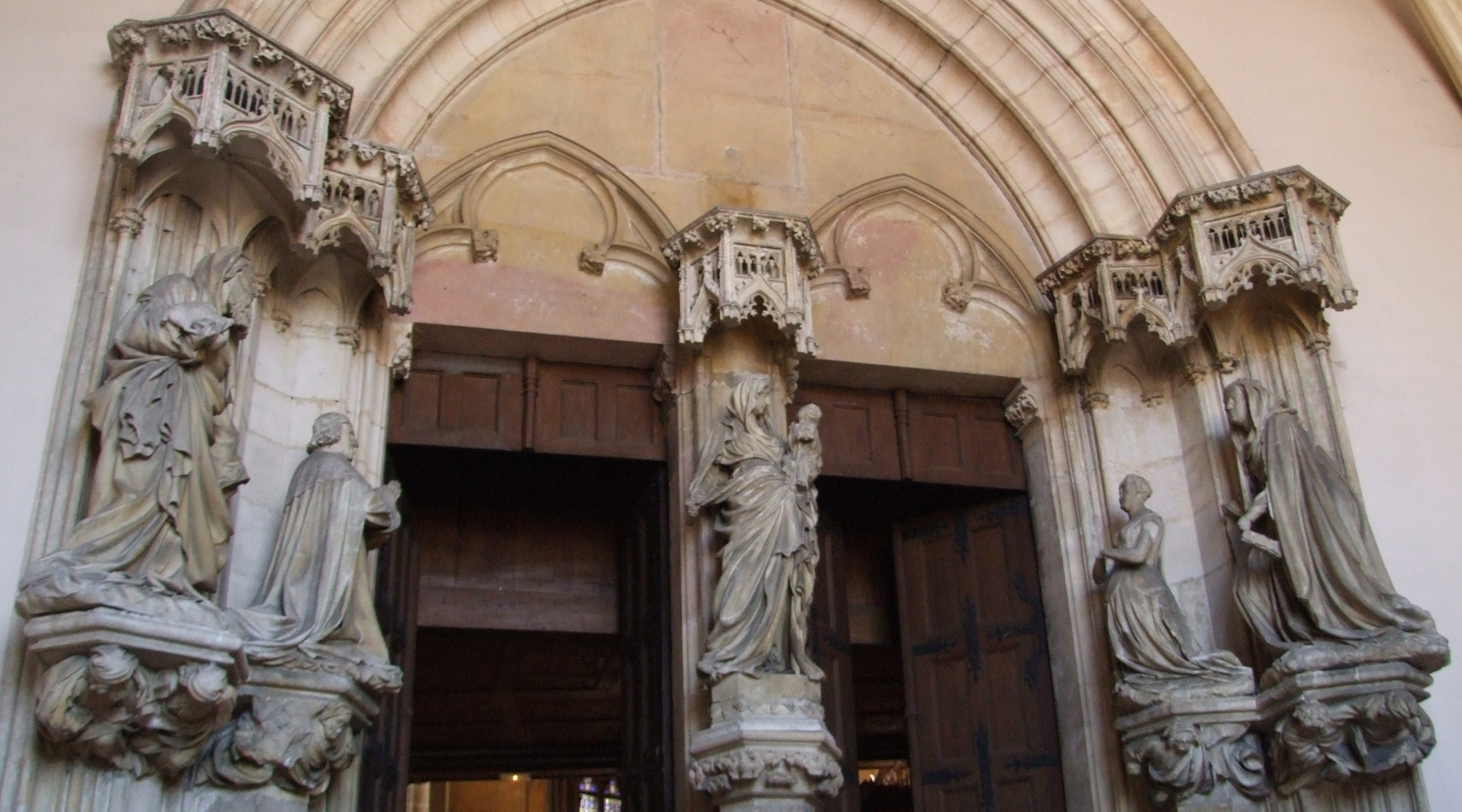
Портал картезианского монастыря Шанмоль

О жизни и творчестве этого архитектора известно только благодаря финансовым документам, которые фиксируют участие Друэ де Даммартена в нескольких масштабных проектах эпохи. Он работал под руководством Раймона дю Тампля в 1362 году при перестройке Лувра для Карла V. Известно, что он создал спиральную парадную лестницу, примыкающую к стене донжона («большой винт, украшенный изображениями членов королевской семьи»). Ему приписывается создание скульптурного портрета Жанны Бурбонской. В 1375 году Друэ вместе со своим братом Ги принимал участие в строительстве дворца герцога Жана Беррийского в Бурже. В 1380 году он в Труа совместно с другими мастерами из Парижа обследовал каменную кладку собора. В 1383 году герцог Бургундии Филипп III Смелый заказывает Друэ де Даммартену строительство Картезианского монастыря Шанмоль близ Дижона. Этот архитектурный комплекс должен был служить усыпальницей для бургундской ветви семьи Валуа и поднять престиж бургундской столицы. Немногое сохранилось от этой постройки, де Драммартену обычно приписывается концепция портала картезианского монастыря, напоминающего портал церкви Целестинцев в Париже (1370). В том же году Даммартен назначен осуществлять общий надзор за строительными работами во владениях герцога Бургундского. Продолжает строительные работы совместно с Жаком де Неилли в Сент-Шапель в Дижоне. Друэ де Даммартен умер около 1400 года.